# Cairn Dulnan
Cairn Dulnan är ett berg i Storbritannien.   Det ligger i kommunen Highland och riksdelen Skottland, i den norra delen av landet, 700 km norr om huvudstaden London. Toppen på Cairn Dulnan är 735 meter över havet, eller 90 meter över den omgivande terrängen. Bredden vid basen är 2,2 km.
Terrängen runt Cairn Dulnan är huvudsakligen kuperad. Runt Cairn Dulnan är det mycket glesbefolkat, med 4 invånare per kvadratkilometer. Närmaste större samhälle är Aviemore, 14,7 km öster om Cairn Dulnan. Omgivningarna runt Cairn Dulnan är i huvudsak ett öppet busklandskap.